# 칠곡 왜관철교
칠곡 왜관철교(漆谷 倭館鐵橋, 영어: Waegwan Railroad Bridge, Chilgok)는 대한민국 경상북도 칠곡군 왜관읍에 있는 교량(다리)이다. 2006년 12월 4일 대한민국의 국가등록문화재 제406호로 지정되었다.

## 현지 안내문
한국전쟁 때 남하하는 북한군을 저지하려고 미군 제1기병사단에 의해 경간(徑間) 1개가 폭파됨으로써 북한군의 추격을 따돌리는 역할을 한 유적이다.
콘크리트 교각으로 화강암을 감아 의장이 화려하고 지면에 닿는 부분을 아치형 장식과 붉은 벽돌로 마감하는 등 근대 철도교에서 보기 드물게 장식성이 높다.

## 참고 문헌
- 이 문서에는 다음커뮤니케이션(현 카카오)에서 GFDL 또는 CC-SA 라이선스로 배포한 글로벌 세계대백과사전의 "《칠곡 왜관철교》" 항목을 기초로 작성된 글이 포함되어 있습니다.

## 참고 자료
- 칠곡 왜관철교 - 국가유산청 국가유산포털